# Neuseeländische Cricket-Nationalmannschaft in Sri Lanka in der Saison 2024/25
Die Tour der neuseeländischen Cricket-Nationalmannschaft nach Sri Lanka in der Saison 2024/25 fand vom 18. September bis 19. November 2024 statt. Die internationale Cricket-Tour war Bestandteil der Internationalen Cricket-Saison 2024/25 und umfasste zwei Tests, drei ODIs und zwei Twenty20s. Die Tests waren Bestandteil der ICC World Test Championship 2023–2025. Sri Lanka gewann die Test- und ODI-Serie jeweils mit 2–0 und die Twenty20-Serie endete 1–1 unentschieden.

## Vorgeschichte
Neuseeland bestritt zuvor eine Tour gegen Afghanistan, für Sri Lanka ist es die erste Tour der Saison. Das letzte Aufeinandertreffen der beiden Mannschaften bei einer Tour fand in der Saison 2022/23 in Neuseeland statt.

## Stadien
Die folgenden Stadien wurden für die Tour als Austragungsort vorgesehen.
| Stadion                                            | Stadt    | Kapazität | Spiele              |
| -------------------------------------------------- | -------- | --------- | ------------------- |
| Rangiri Dambulla International Stadium             | Dambulla | 16.800    | 1. – 2. T20; 1. ODI |
| Galle International Stadium                        | Galle    | 35.000    | 1. & 2. Test        |
| Muttiah Muralitharan International Cricket Stadium | Kandy    | 35.000    | 2. & 3. ODI         |

## Kaderlisten
Neuseeland benannte seinen Test-Kader am 12. August 2024. Neuseeland benannte seinen ODI- und T20-Kader am 22. Oktober 2024.
Sri Lanka benannte seinen Test-Kader am 16. September 2024. Sri Lanka benannte seinen ODI- und T20-Kader am 6. November 2024.
| Test | Test | ODI | ODI | Twenty20 | Twenty20 |
| Sri Lanka | Neuseeland | Sri Lanka | Neuseeland | Sri Lanka | Neuseeland |
| --- | --- | --- | --- | --- | --- |
| - Dhananjaya de Silva (K) - Dinesh Chandimal (wk) - Asitha Fernando - Oshada Fernando - Vishwa Fernando - Prabath Jayasuriya - Dimuth Karunaratne - Lahiru Kumara - Angelo Mathews - Kamindu Mendis - Kusal Mendis (wk) - Ramesh Mendis - Pathum Nissanka - Nishan Peiris - Milan Rathnayake - Sadeera Samarawickrama (wk) - Jeffrey Vandersay | - Tim Southee (K) - Tom Latham (VK) - Tom Blundell (wk) - Michael Bracewell - Devon Conway (wk) - Matt Henry - Daryl Mitchell - William O’Rourke - Ajaz Patel - Glenn Phillips - Rachin Ravindra - Mitchell Santner - Ben Sears - Kane Williamson - Will Young | - Charith Asalanka (K) - Asitha Fernando - Avishka Fernando - Wanindu Hasaranga - Dushan Hemantha - Janith Liyanage - Dilshan Madushanka - Nishan Madushka - Kamindu Mendis - Kusal Mendis (wk) - Pathum Nissanka - Kusal Perera (wk) - Sadeera Samarawickrama (wk) - Mohamed Shiraz - Maheesh Theekshana - Jeffrey Vandersay - Dunith Wellalage - Chamindu Wickramasinghe | - Mitchell Santner (K) - Michael Bracewell - Mark Chapman - Josh Clarkson - Jacob Duffy - Lockie Ferguson - Zak Foulkes - Dean Foxcroft - Mitch Hay (wk) - Adam Milne - Henry Nicholls - Glenn Phillips - Tim Robinson - Nathan Smith - Ish Sodhi - Will Young | - Charith Asalanka (K) - Dinesh Chandimal (wk) - Asitha Fernando - Avishka Fernando - Binura Fernando - Wanindu Hasaranga - Kamindu Mendis - Kusal Mendis (wk) - Pathum Nissanka - Matheesha Pathirana - Kusal Perera (wk) - Bhanuka Rajapaksa - Maheesh Theekshana - Nuwan Thushara - Jeffrey Vandersay - Dunith Wellalage - Chamindu Wickramasinghe | - Mitchell Santner (K) - Michael Bracewell - Mark Chapman - Josh Clarkson - Jacob Duffy - Lockie Ferguson - Zak Foulkes - Dean Foxcroft - Mitch Hay (wk) - Henry Nicholls - Glenn Phillips - Tim Robinson - Nathan Smith - Ish Sodhi - Will Young |

## Tests

### Erster Test in Galle
| 18. – 23. September Scorecard | Galle | Sri Lanka 305 (91.5) & 309 (94.2) | – | Neuseeland 340 (90.5) & 211 (71.4) |
|                               |       | Sri Lanka gewinnt mit 63 Runs     |   |                                    |

Auf Grund der Präsidentschaftswahl in Sri Lanka am 21. September ist dieser Tag als Ruhetag vorgesehen. Sri Lanka gewann den Münzwurf und entschied sich als Schlagmannschaft zu beginnen. Für sie bildeten der Eröffnungs-Batter Pathum Nissanka mit dem dritten Schlagmann Dinesh Chanidmal eine Partnerschaft. Nissanka erreichte 27 Runs und wurde gefolgt durch Angelo Mathews. Mathews musste verletzt pausieren und wurde durch Kamindu Mendis ersetzt. Nachdem Chandimal nach 30 Runs ausgeschieden war, folgte Dhananjaya de Silva mit 11 Runs. Daraufhin kam Mathews wieder zurück ins Spiel und schied nach 36 Runs aus. Gefolgt durch Kusal Mendis, dem ein Fifty über 50 Runs gelang, verlor Kamindu Mendis sein Wicket nach einem Century über 114 Runs aus 173 Bällen. An ihnen schloss sich Ramesh Mendis an, der den Tag beim Stand von 302/7 beendete. Am zweiten Spieltag verlor Mendis sein Wicket nach 14 Runs und das Innings endete nach 305 Runs. Bester neuseeländischer Bowler war William O’Rourke mit 5 Wickets für 55 Runs. Für Neuseeland begannen Tom Latham und Devon Conway. Conway erreichte 17 Runs, woraufhin Kane Williamson aufs Feld kam. Latham schied nach einem Fifty über 70 Runs aus und nachdem Rachin Ravindra ins Spiel kam, verlor auch Williamson sein Wicket nach einem Fifty über 55 Runs. Es folgte Daryl Mitchell und als Ravindra 39 Runs erzielt hatte, beendete Tom Blundell zusammen mit Mitchell den Tag beim Stand von 255/4. Am dritten Spieltag gelangen Blundell 25 Runs und wurde gefolgt von Glenn Phillips. Mitchell konnte ein Fifty über 57 Runs erreichen, bevor Phillips das Innings ungeschlagen mit 49* Runs beendete und so den Vorsprung nach dem ersten Innings auf 35 Runs erhöhte. Beste sri-lankische Bowler waren Prabath Jayasuriya mit 4 Wickets für 136 Runs und Ramesh Mandis mit 3 Wickets für 101 Runs. Für Sri Lanka formte sich in ihrem zweiten Innings die Partnerschaft zwischen Eröffnungs-Batter Dimuth Karunaratne und dem dritten Schlagmann Dinesh Chandimal. Karunaratne gelang ein Fifty über 83 Runs und nachdem Angelo Mathews ins Spiel gekommen war, schied Chandibal nach 61 Runs aus. Gefolgt von Kamindu Mendis der 13 Runs erzielte, beendete Mathews zusammen mit Dhananjaya de Silva den Tag beim Stand von 237/4. Nach dem Ruhetag verlor de Silva sein Wicket nach 40 Runs und der ihm folgende Kusal Mendis konnte 23 Runs erreichen. Kurz darauf schied auch Mathews nach einem Fifty über 50 Runs aus, bevor Prabath Jayasuriya das letzte Wicket des Innings nach 11 Runs verlor, womit er Neuseeland eine Vorgabe von 275 Runs stellte. Beste neuseeländische Bowler waren Ajaz Patel mit 6 Wickets für 90 Runs und William O’Rourke mit 3 Wickets für 49 Runs. Für Neuseeland bildeten Eröffnungs-Batter Tom Latham und der dritte Schlagmann Kane Williamson eine Partnerschaft. Williamson erreichte 30 Runs und wurde gefolgt durch Rachin Ravindra. Latham erreichte 28 Runs und nachdem Tom Blundell 30 Runs erreicht hatte, beendete Ravindra den Tag beim Stand von 207/8. Am fünften Spieltag dauerte es 15 Minuten bis das letzte Wicket fiel und Sri Lanka das Spiel für sich entschied. Ravindra hatte dabei 92 Runs erreicht. Beste sri-lankische Bowler waren Prabath Jayasuriya mit 5 Wickets für 68 Runs und Ramesh Mendis mit 3 Wickets für 83 Runs. Als Spieler des Spiels wurde Prabath Jayasuriya ausgezeichnet.

### Zweiter Test in Galle
| 26. – 30. September Scorecard | Galle | Sri Lanka 602-5d (163.4)                         | – | Neuseeland 88 (39.5) & 360 (81.4) (f/o) |
|                               |       | Sri Lanka gewinnt mit einem Innings und 154 Runs |   |                                         |

Sri Lanka gewann den Münzwurf und entschied sich als Schlagmannschaft zu beginnen. Für sie formte Eröffnungs-Batter Dimuth Karunaratne mit dem dritten Schlagmann Dinesh Chandimal eine Partnerschaft. Karunaratne gelangen 46 Runs, woraufhin Angelo Mathews aufs Feld kam. Chandimal verlor sein Wicket nach einem Century über 116 Runs aus 208 Bällen, woraufhin Mathews zusammen mit Kamindu Mendis den tag beim Stand von 306/3 beendete. Am zweiten Spieltag schied Mathews nach 88 Runs aus und nachdem Dhananjaya de Silva 44 Runs erreicht hatte, kam Kusal Mendis aufs Feld. Als Sri Lanka den Stand von 602/5 erreicht hatte, deklarierten sie das Innings, als Kamindu Mendis ein Century über 182* Runs aus 250 Bällen und Kusal Mendis ebenfalls ein Century über 106* Runs aus 149 Bällen erreicht hatte. Bester neuseeländischer Bowler war Glenn Phillips mit 3 Wickets für 141 Runs. Bis zum Ende des Tages verlor Neuseeland zwei frühe Wickets und beendete des tag beim Stand von 22/2. Am dritten Tag erzielte Rachin Ravindra, bevor Daryl Mitchell aufs Feld kam und mit Mitchell Santner eine Partnerschaft formte. Mitchell schied nach 13 Runs aus, bevor Mitchell das letzte Wicket des Innings nach 29 Runs verlor und so der Rückstand nach dem ersten Innings bei 514 Runs lag. Daraufhin forderte Sri Lanka das Follow-on ein. Beste sri-lankische Bowler waren Prabath Jayasuriya mit 6 Wickets für 42 Runs und Nishan Peiris mit 3 Wickets für 33 Runs. In ihrem zweiten Innings bildete Eröffnungs-Batter Devon Conway eine Partnerschaft mit dem dritten Schlagmann Kane Williamson. Conway gelang ein Fifty über 61 Runs und wurde gefolgt durch Rachin Ravindra. Williamson erzielte 46 Runs und nachdem Tom Blundell aufs Feld kam, schied auch Ravindra nach 12 Runs aus. Zusammen mit Glenn Phillips beendete Blundell den Tag beim Stand von 199/5. Am vierten Spieltag schied Blundell nach einem Fifty über 60 Runs aus, woraufhin Mitchell Santner aufs Feld kam. Phillips konnte ein Fifty über 78 Runs erzielen, woraufhin Tim Southee 10 und Ajaz Patel 22 Runs erzielten. Das letzte Wicket des Innings verlor Santner nach 67 Runs, womit die deutliche Innings-Niederlage feststand. Beste sri-lankische Bowler waren Nishan Peiris mit 6 Wickets für 170 Runs und Prabath Jayasuriya mit 3 Wickets für 139 Runs. Als Spieler des Spiels wurde Kamindu Mendis ausgezeichnet.

## Twenty20 Internationals

### Erstes Twenty20 in Dambulla
| 9. November Scorecard | Dambulla | Neuseeland 135 (19.3)           | – | Sri Lanka 140-6 (19) |
|                       |          | Sri Lanka gewinnt mit 4 Wickets |   |                      |

Sri Lanka gewann den Münzwurf und entschied sich als Schlagmannschaft zu beginnen. Für Neuseeland bildete Eröffnungs-Batter Will Young eine Partnerschaft mit dem vierten Schlagmann Glenn Phillips. Young erreichte 19 Runs und wurde durch Michael Bracewell ersetzt. Phillips schied nach 13 Runs aus, woraufhin Mitchell Santner ins Spiel kam. Bracewell gelangen 27 Runs und nachdem Zakary Foulkes aufs Feld gekommen war, schied auch Santner nach 16 Runs aus. An der Seite von Foulkes erreichte ish Sodi 10 Runs. Foulkes hatte als das letzte Wicket des Innings fiel 27* Runs erreicht und so die Vorgabe auf 136 Runs erhöht. Bester sri-lankischer Bowler war Dunith Wellalage mit 3 Wickets für 20 Runs. Für Sri Lanka formte Eröffnungs-Batter Pathum Nissanka eine Partnerschaft mit dem dritten Schlagmann Kusal Perera. Nissanka erreichte 19 Runs und wurde gefolgt durch Kamindu Mendis Perera schied nach 23 Runs aus und als Charith Asalanka aufs Feld kam, verlor auch Mendis sein Wicket nach 23 Runs. Der hineinkommende Wanindu Hasaranga konnte 22 Runs erreichen, bevor Asalanka zusammen mit Dunith Wellalage die Vorgabe im letzten Over einholte. Asalanka erreichte dabei 35* Runs und Wellalage 11* Runs. Bester neuseeländischer Bowler war Zakary Foulkes mit 3 Wickets für 20 Runs. Als Spieler des Spiels wurde Charith Asalanka ausgezeichnet.

### Zweites Twenty20 in Dambulla
| 10. November Scorecard | Dambulla | Neuseeland 108 (19.3)         | – | Sri Lanka 103 (19.5) |
|                        |          | Neuseeland gewinnt mit 5 Runs |   |                      |

Sri Lanka gewann den Münzwurf und entschied sich als Schlagmannschaft zu beginnen. Für Neuseeland etablierte sich Eröffnungs-Batter Will Young und fand mit Mitchell Santner einen Partner. Young gelangen 30 Runs und wurde durch Josh Clarkson ersetzt. Santner schied nach 19 Runs aus und Clarkson erreichte 24 Runs, woraufhin kurz darauf das Innings mit einer Vorgabe von 109 Runs für Sri Lanka. Beste sri-lankische Bowler waren Wanindu Hasaranga mit 4 Wickets für 17 Runs und Matheesha Pathirana mit 3 Wickets für 11 Runs. Für Sri Lanka etablierte sich Eröffnungs-Batter Pathum Nissanka und an seiner Seite erzielte Bhanuka Rajapaksa 15 Runs. Als Maheesh Theekshana ins Spiel kam, schied Nissanka nach einem Fifty über 52 Runs aus. Theekshana verlor das letzte Wicket des Innings nach 14 Runs, was nicht ausreichte um die Vorlage einzuholen. Beste neuseeländische Bowler waren Glenn Phillips mit 3 Wickets für 6 Runs und Lockie Ferguson mit 3 Wickets für 7 Runs. Fergusson erzielte seine Wickets innerhalb eines Hattricks und wurde dafür als Spieler des Spiels ausgezeichnet.

## One-Day Internationals

### Erstes ODI in Dambulla
| 13. November Scorecard | Dambulla | Sri Lanka 324-5 (49.2/49)                  | – | Neuseeland 175-9 (27/27) |
|                        |          | Sri Lanka gewinnt mit 45 Runs (D/L method) |   |                          |

Sri Lanka gewann den Münzwurf und entschied sich als Schlagmannschaft zu beginnen. Für sie bildeten die Eröffnungs-Batter Pathum Nissanka und Avishka Fernando eine Partnerschaft, die schon nach einem Ball eine Regenpause hinnehmen musste. Nissanka schied nach 12 Runs aus und wurde durch Kusal Mendis ersetzt. Dieser erzielte zusammen mit Fernando eine Partnerschaft über 206 Runs, bevor Fernando nach einem Century über 100 Runs aus 115 Bällen ausschied. Daraufhin kam Charith Asalanka ins Spiel und Mendis verlor sein Wicket ebenfalls nach einem Century über 143 Runs aus 128 Bällen. Gefolgt wurde er durch Janith Liyanage und nachdem Asalanka 40 Runs erzielte, beendete Liyanage das Innings ungeschlagen mit 12* Runs. Jedoch kam es hier erneut zu einer Regenunterbrechung und das neuseeländische Innings wurde auf 27 Over mit einer Vorgabe von 221 Runs verkürzt. Bester neuseeländischer Bowler war Jacob Duffy mit 3 Wickets für 41 Runs. Für Neuseeland begannen Will Young und Tim Robinson. Robinson erreichte 35 Runs und Young 48 Runs. In der Folge formten Michael Bracewell und Mitchell Hay eine weitere Partnerschaft. Hay erreichte 10 Runs und Bracewell beendete das Innings ungeschlagen mit 34* Runs, was nicht ausreichte um die Vorgabe einzuholen. Bester sri-lankischer Bowler war Dilshan Madushanka mit 3 Wickets für 39 Runs. Als Spieler des Spiels wurde Kusal Mendis ausgezeichnet.

### Zweites ODI in Kandy
| 17. November Scorecard | Kandy (MMS) | Neuseeland 209 (45.1/47)                     | – | Sri Lanka 210-7 (46/47) |
|                        |             | Sri Lanka gewinnt mit 3 Wickets (D/L method) |   |                         |

Sri Lanka gewann den Münzwurf und entschied sich als Schlagmannschaft zu beginnen. Als Spieler des Spiels wurde Kusal Mendis ausgezeichnet.

### Drittes ODI in Kandy
| 19. November Scorecard | Kandy (MMS) | Neuseeland 112-1 (21) | – | Sri Lanka |
|                        |             | No Result             |   |           |

Neuseeland gewann den Münzwurf und entschied sich als Schlagmannschaft zu beginnen. Für Neuseeland formte Eröffnungs-Batter Will Young eine Partnerschaft mit Henry Nicholls. Im 21. Over wurde das Spiel auf Grund von Regenfällen abgebrochen. Young hatte bis dahin ein Fifty über 56* Runs und Nicholls 46 Runs erzielt.

## Auszeichnungen

### Player of the Series
Als Player of the Series wurden der folgende Spieler ausgezeichnet.
| Serie | Player of the Series |
| ----- | -------------------- |
| Test  | Prabath Jayasuriya   |
| ODI   | Kusal Mendis         |
| T20   | Wanindu Hasaranga    |

### Player of the Match
Als Player of the Match wurden die folgenden Spielerinnen ausgezeichnet.
| Spiel   | Player of the Match |
| ------- | ------------------- |
| 1. Test | Prabath Jayasuriya  |
| 2. Test | Kamindu Mendis      |
| 1. ODI  | Kusal Mendis        |
| 2. ODI  | Kusal Mendis        |
| 3. ODI  | –                   |
| 1. T20  | Charith Asalanka    |
| 2. T20  | Lockie Ferguson     |